# 石门水库 (卫辉)
石门水库是中国河南省新乡市卫辉市境内的一座水库，位于石门河上，建于1975年。水库正常库容为2795万立方米，集雨面积为132平方千米，海拔为297.2米。